# Locomotiva BLS Be 6/8
Le locomotive BLS Be 6/8 erano delle locomotive elettriche a corrente alternata monofase di grande prestazione, della società svizzera BLS.

## Storia
In seguito all'aumento del traffico viaggiatori e merci sulla propria rete nel 1924 la Berner Alpenbahn Gesellschaft BLS decise l'acquisto di una locomotiva di elevata potenza in grado di trainare i pesanti treni merci, per il trasporto di carbone fossile provenienti dalla Germania e diretti in Italia attraverso l'itinerario Bern–Lötschberg–Simplon. I tecnici della società indicarono la loro preferenza per una locomotiva, proposta dalla Sécheron a sei assi motori divisi su due semi-telai, in grado di inscriversi senza molti problemi nelle tortuose linee di montagna e in grado di trainare 550 t su pendenze del 27 per mille a velocità non inferiore a 50 km/h. Le prime due locomotive vennero costruite, dalla Società Italiana Ernesto Breda per Costruzioni Meccaniche, per la parte meccanica e dalla Sécheron per la parte elettrica e consegnate nel 1926. Ebbero immatricolazione come Be 6/8 201 e 202 ed entrarono in servizio alla trazione di treni passeggeri e di treni merci sulle difficili tratte gestite dalla compagnia svizzera.  In seguito all'ottimo risultato ottenuto nell'esercizio pratico che dimostrò la possibilità delle macchine a trainare più di quanto previsto la BLS esperì un secondo ordine di costruzione per ulteriori due unità consegnate nel 1931 e numerate 203 e 204. Successivamente nel 1955 furono potenziate e trasformate esteriormente rendendole uguali alle locomotive Ae 6/8, di uguale concezione acquistate successivamente, e immatricolate anch'esse come Ae 6/8, mantenendo i propri numeri progressivi 201-204.
Le locomotive sono state accantonate alla fine degli anni settanta.

## Caratteristiche
La locomotiva è costituita da una lunga cassa rigida poggiante su due semi-telai (unità motrici) articolati a tre assi motori, del diametro di 1.350 mm, e carrello di guida anteriore monoassiale del diametro di 960 mm; il rodiggio risulta quindi 1'Co Co 1'. La cassa è costituita da un grande comparto centrale per le apparecchiature e due cabine di guida alle estremità di forma piuttosto squadrata a angusta; il posto di guida è previsto in piedi. Ciascuna unità motrice è collegata all'altra mediante un sistema snodato a biellette. Ciascun asse è dotato di due motori che trasmettono la coppia motrice ad un asse cavo a questo alle ruote mediante l'interposizione di un sistema di molle. In tutto la locomotiva è fornita di 12 motori e raggiunge la rispettabile massa di 141 tonnellate, di cui 114 aderenti. Il sistema frenante previsto è composto del freno ad aria compressa Westinghouse continuo automatico, del freno diretto moderabile e di un freno a mano agentte sul carrello sottostante di ciascuna cabina. Ogni ruota motrice è fornita di tubi lanciasabbia a comando meccanico.
La parte elettrica delle locomotive, di costruzione svizzera (Sécheron), è composta dei pantografi di presa corrente del tipo classico a parallelogramma, di un trasformatore a bagno d'olio con ventilazione forzata delle serpentine di ricircolazione ad esso applicate. I 24 punti di presa di corrente al secondario permettono l'avviamento graduale. I contattori sono di tipo pneumatico con azionamento meccanico mediante un albero a camme posto in rotazione mediante un servomotore, in caso di necessità questo può essere azionato anche manualmente. I 12 motori, disposti a coppie per ciascuno dei sei assi motori sviluppavano all'origine la potenza complessiva di 3.310 kW. Il gruppo dei motori era utilizzato anche per il freno elettrico, a dissipazione su resistenze poste all'interno della cassa e raffreddate a circolazione forzata di aria. Ogni gruppo di motori era a sua volta raffreddato da un ventilatore a due velocità.
La corrente elettrica per i servizi e per la carica delle batterie di bordo veniva fornita da un gruppo di conversione rotante.
L'aria compressa per i servizi e per l'impianto frenante era fornita da un compressore azionato da un motore elettrico.
La potenza sviluppata venne aumentata a 4.280 kW dopo il potenziamento degli anni cinquanta. La velocità massima raggiungibile in origine era di 75 km/h ma fu elevata a 90 km/h in seguito alla trasformazione.